# Corte de Peleas (kommunhuvudort)
Corte de Peleas är en kommunhuvudort i Spanien.   Den ligger i provinsen Provincia de Badajoz och regionen Extremadura, i den sydvästra delen av landet, 300 km sydväst om huvudstaden Madrid. Corte de Peleas ligger 246 meter över havet och antalet invånare är 1 255.
Terrängen runt Corte de Peleas är huvudsakligen platt. Corte de Peleas ligger nere i en dal.Runt Corte de Peleas är det ganska glesbefolkat, med 34 invånare per kvadratkilometer. Närmaste större samhälle är Santa Marta, 13,0 km söder om Corte de Peleas. Omgivningarna runt Corte de Peleas är i huvudsak ett öppet busklandskap.